# سی. میلر فیشر
چارلز میلر فیشر (انگلیسی: Charles Miller Fisher؛ ‏ ۵ دسامبر ۱۹۱۳ – ۱۴ آوریل ۲۰۱۲) پزشک متخصص مغز و اعصاب اهل کانادا بود که برخی از مشارکت‌های مهم او شامل نخستین تشریح دقیقِ سکتهٔ لاکونار مغزی، شناسایی حمله ایسکمی گذرا به عنوان پیش‌زمینه و مقدمهٔ سکته مغزی آتی، شناسایی ارتباط بین تصلب شریان کاروتید و سکته مغزی و همچنین توصیف شکل خاصی از سندروم گیلن باره که با نام «سندرم فیشر-میلر» شناخته می‌شود.
وی مدرک کارشناسی‌اش را در دانشگاه ویکتوریا گرفت و بعد به دانشکدهٔ پزشکی دانشگاه تورنتو رفت و مدرک دکترای پزشکی خود را در سال ۱۹۳۸ دریافت داشت و دوره‌های تکمیلی را نیز در بیمارستان هنری فورد دیترویت و بیمارستان سلطنتی ویکتوریا در مونترال گذراند. او در جریان جنگ جهانی دوم در نیروی دریایی سلطنتی کانادا خدمت کرد و پس از غرض شدن کشتی توسط نیروهای آلمان نازی، مدت ۳٫۵ سال در یک کمپ اسرای جنگی زندانی بود تا آنکه در سال ۱۹۴۴ آزاد شد. پس از بازگشت به کانادا دوران آموزش تخصصی خود را در دانشگاه مک‌گیل آغاز کرد و از سال ۱۹۴۶ به عنوان فلوی فوق‌تخصصی در «مؤسسهٔ بیماری‌های مغز و اعصاب مونترال» در دانشگاه مک‌گیل به‌کار مشغول شد. او بعدها به بیمارستان عمومی ماساچوست پیوست که برایش آغاز یک حرفه طولانی در مغز و اعصاب و سکته مغزی بود و در آنجا مرکز خدمات سکتهٔ مغزی را بنیان نهاد. وی یکی از مشوقان و طرفداران اصلی استفاده از داروهای ضدانعقاد در مبتلایان به فیبریلاسیون دهلیزی جهت جلوگیری از سکتهٔ مغزی بود. او کمک زیادی به درک علت سکته مغزی، به ویژه در زمینهٔ بیماری‌های شریان کاروتید کرد. او در دهه ۱۹۷۰ کمک‌های زیادی به درک دیسکسیون شریان گردنی (دیسکسیون شریان کاروتید و دیسکسیون شریان مهره‌ای) و خونریزی زیر عنکبوتیه ناشی از آنوریسم‌های مغزی کرد. در سال ۱۹۵۶، او نوعی از سندروم گیلن باره را گزارش کرد که امروزه به عنوان «سندرم میلر فیشر» شناخته می‌شود. «آزمون فیشر» همچنین برای توصیف آزمایش نمونه‌گیری مایع مغزی-نخاعی استفاده می‌شود که ممکن است در تشخیص هیدروسفالی با فشار نرمال لازم باشد.